# Домінік II Радзивілл
Домінік II Радзиві́лл (лит. Dominykas Radvila, пол. Dominik Radziwiłł, *13 листопада 1736 — †15 лютого 1813) — аристократ часів Великого князівства Литовського в Речі Посполитій.

## Життєпис
Походив з литовського магнатського роду Радзивіллів, гілки Несвізької. Четвертий син Мартіна Миколая Радзивілла, крайчого великого литовського. Його матір'ю була друга дружина останнього — Марта Трембицька. Народився 1747 року в маєтку Чернавчиці біля Берестя. Внаслідок психічного стану батька з дитинства Домініка разом з братами тримали під вартою. У 1748 році зусиллями родичів Мартіна Миколая Радзивілла було визнано недієздатним і поміщено під домашній арешт. Виховувався Домінік у різних родичів.
Здобув домашню освіту. Втім через погане здоров'я не зробив політичної кар'єри. Після 1759 року перебував під опікою старшого зведеного брата Юзефа Миколая. Згодом отримав частку володінь, якими опікувався. Одружився з представницею шляхетського роду Чехинських. Помер у 1803 році.

## Родина
Дружина — Мар'ян Чехинська.
Діти:
- Марія Анна (1791—1875), дружина: 1) графа Олександра Станіслава Руфіна Бнінського, учасника повстання 1830 року; 2) Бояровського
- Анна Ельжбета (1792—1879), дружина Атаназія Рачинського
- Алоїс Олександр (1793—1801)